# Arturo Ambrogi
Arturo Ambrogi Acosta (19 de octubre de 1875-8 de noviembre de 1936) poeta salvadoreño. Es considerado uno de los precursores y también destacó como cronista y autor de relatos .

## Biografía

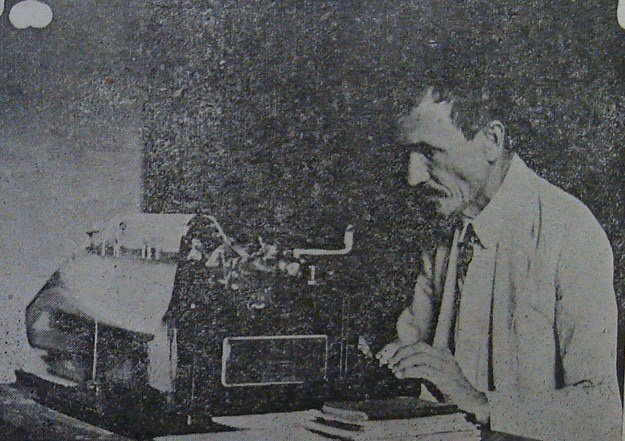
El escritor modernista, periodista y funcionario Arturo Ambrogi Acosta (n. 1875). Él y Manuel Andino fueron los cronistas de la vida diaria de esa San Salvador que existió entre 1890 y 1950.

El padre de Arturo Ambrogi fue el general Constantino Ambrogi, de origen italiano, y su madre era la salvadoreña Lucrecia Acosta,. Estudió en el Liceo Salvadoreño y comenzó a publicar sus trabajos literarios desde el año 1890, cuando todavía era un adolescente. Ya en el año siguiente se desempeñaba como agente del semanario cubano La Habana elegante, y como colaborador de la revista salvadoreña La pluma, que le mereció elogios por parte de Francisco Gavidia y Rubén Darío, de quien se dice era su ídolo en la adolescencia. Dichos textos aparecieron en la Revista Azul del mexicano Manuel Gutiérrez Nájera. Otros trabajos de su autoría se publicaron en La revista ilustrada de Nueva York, uno de cuyos editores era Román Mayorga Rivas.

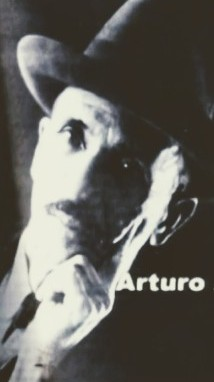
Arturo Ambrogí. Recibió una formación de élite en literatura hasta el punto de que fue sin duda el mejor informado de su época en El Salvador. Nunca se casó o tuvo hijos, aunque su hermano Constantino Ambrogi Acosta se instaló en Nicaragua donde sus descendientes han continuado la tradición literaria.

Como redactor y periodista, colaboró en los rotativos salvadoreños El fígaro, el cual era una revista semanal que fundó en colaboración con Víctor Jérez, funcionando entre octubre de 1894 y 1895. Además, también redactó en La semana literaria, Diario del Salvador y El amigo del pueblo, entre otros; así como en los chilenos La ley y El Heraldo. Además, viajó por Sudamérica, Europa y el Extremo Oriente, y logró conocer a personalidades como Leopoldo Lugones, Enrique Gómez Carrillo, José Ingenieros, y Paul Groussac.
En El Salvador fungió en los cargos de director de la Biblioteca Nacional, colaborador del Ministerio de Relaciones Exteriores, y censor de prensa durante el régimen de Maximiliano Hernández Martínez. También fue miembro de la Academia Salvadoreña de la Lengua.

## Obra
Ambrogi es considerado el primer escritor cosmopolita de El Salvador. También fue el primero que combinó las facetas  de periodista y escritor en el país, como lo harían Alberto Masferrer, Pedro Geoffroy Rivas y José María Peralta Lagos, entre otros. Como cronista, fue de los mejores en su tiempo, y su estilo es calificado como riguroso, preciso y elegante; aparte que recurría  a la ironía en ocasiones, y se distinguía como un buen retratista de personalidades.
Para Max Henríquez Ureña, el salvadoreño fue el «Benjamín del modernismo», no solo de El Salvador, sino de toda América, mientras que el mismo Darío le llamó Enfant terrible. Sin embargo, igualmente destacan sus relatos costumbristas, que captan la vida campesina y pueblerina de antaño. Uno de ellos, El libro del trópico, cautivó a Salvador Salazar Arrué hasta el punto de definir su futuro artístico.
Su obra comprende:
- Bibelots (1893)
- Cuentos y fantasías (1895).

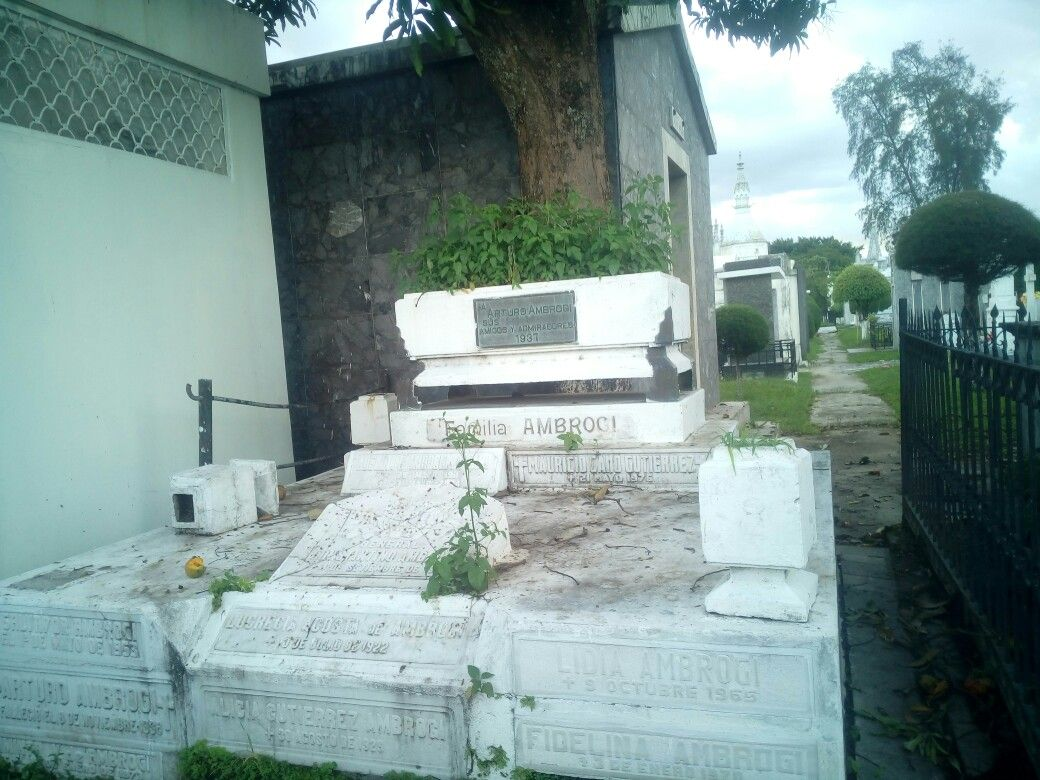
Tumba del escritor Arturo Ambrogí, situada en el cementerio los ilustres, san Salvador. Conocido como el escritor que desarrolló la narrativa a través del relato y crónica costumbrista .Las obras de Ambrogi revelan, además de experiencias en el extranjero, la forma de vida y el lenguaje del ambiente campesino del país

- Manchas, máscaras y sensaciones (1901).
- Al agua fuerte (1901).
- Sensaciones crepusculares (1904).
- Marginales de la vida (1912).
- El tiempo que pasa (1913).
- Sensaciones del Japón y de la China (1915).
- Crónicas marchitas (1916).
- El libro del trópico (1918).
- El jetón (1936).